# キャサリン・フィーニー
キャサリン・フィーニー（Catherine Feeny、1976年生まれ）は、オレゴン州ポートランドに根拠地をおくアメリカ人のシンガーソングライター。
彼女は、ペンシルベニア州ノリスタウンで生まれ、ワシントン市で学んだ。その後ロサンゼルスに移動して、本格的に自分の歌を書き始めた。最初のアルバム『Catherine Feeny』は、仲間のシンガーソングライターであるジョー・パーディーがプロデュース、これは2003年1月イギリスでリリースされた。リリースのすぐ後に彼女はプロデューサーのセバスチャン・ロジャースに出会った。彼は彼女のセカンドアルバム『Hurricane Glass』をプロデュース、これは2006年6月にイギリスでリリースされた。なお、このアルバムの中の 1 曲「Mr. Blue」は、2006年の映画『ハサミを持って突っ走る』（アネット・ベニング、グウィネス・パルトロー主演、オーガステン・バロウズ原作）の中で使用されている。彼女は、数年をノリッチで過ごした後に2008年にオレゴンに移動。現在、ここで『People in the Hole』というタイトルのサードアルバムを制作中である。

## ディスコグラフィー

### アルバム
- 2003年 Catherine Feeny
- 2006年 Hurricane Glass
- 2009年 People in the Hole

### EP
- 2008年 Empty Buildings

### シングル
- 2006年 Hurricane Glass
- 2007年 Mr. Blue
- 2007年 Touch Back Down